# Canadarm2

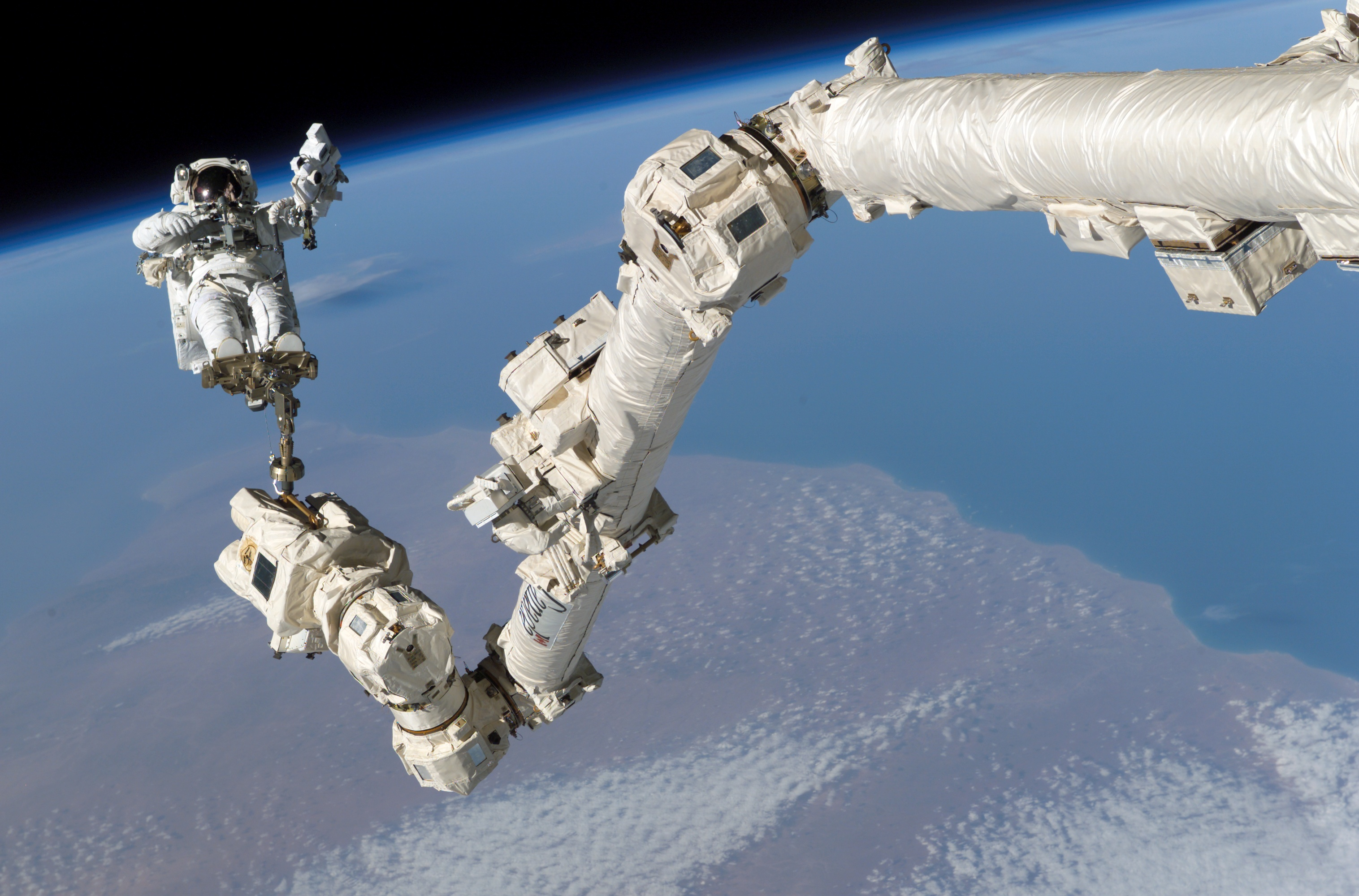
Steve Robinson åker på Canadarm2 den 3 augusti 2005

Canadarm2 med Mobile Servicing System och Dextre är ett kanadensiskt robotarm-system på den internationella rymdstationen, ISS. 
Canadarm2 är ett bidrag till ISS av CSA och är ett viktigt verktyg för underhåll och utbyggnad av rymdstationen. Canadarm2 är en utvecklad version av Canadarm (som är den robotarm som NASAs rymdfärjor är utrustad med), och består helt av delar som kan bytas ut i rymden. Canadarm2 har sju motoriserade leder och kan lyfta upp till 116 ton.
Armen används även för att docka de tre rymdfarkosterna Cygnus, HTV och Dragon med rymdstationen.

## Mobile Servicing System

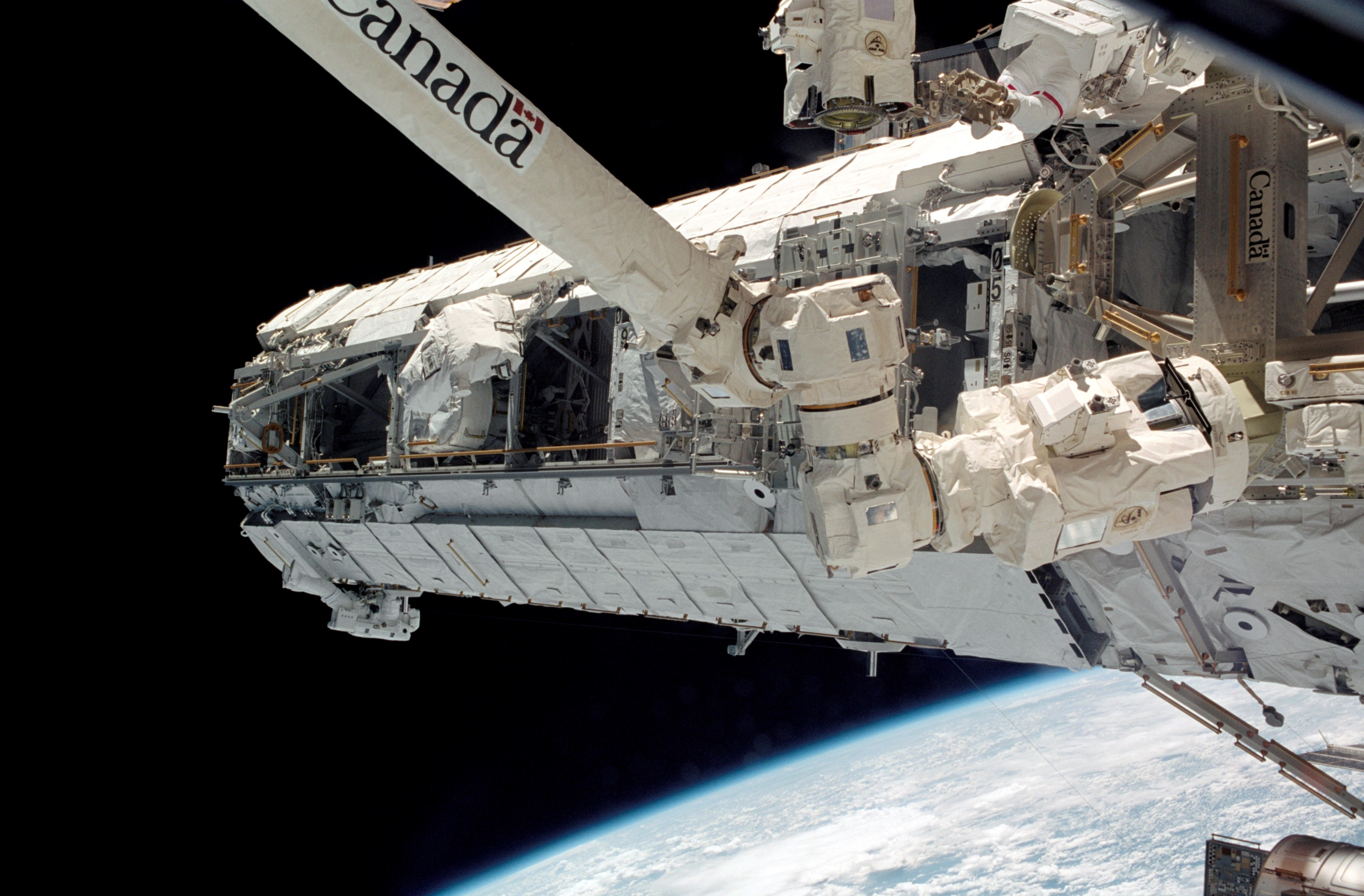
Canadarm2 och Mobile Service System den 10 oktober 2002. Till vänster syns astronaut Piers J. Sellers och till höger David A. Wolf

På truss finns en anordning som består av ett slags kärra på räls kallat Mobile Servicing System, som Canadarm2 kan använda sig av för förflyttning.

## Dextre

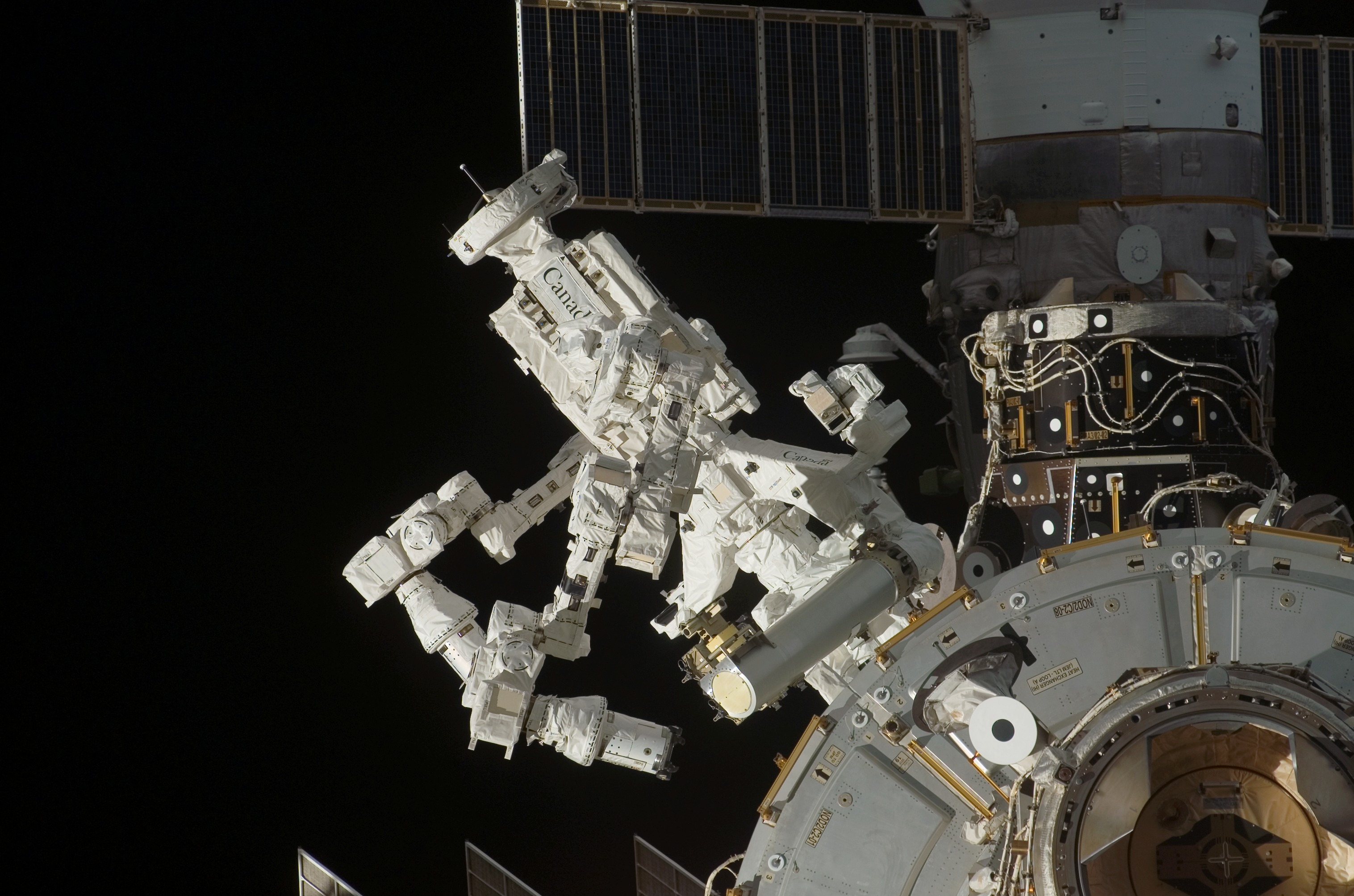
Dextre den 24 mars 2008

Dextre är en kanadensisk tvåarmad robot avsedd att minska behovet av rymdpromenader då den kan utföra en del uppgifter som är för komplicerade för Candarm2 och annars skulle kräva människor. Dextre kallas ibland Kanadahanden.
Dextre påminner om en torso med två mycket rörliga, tre meter långa armar. Den är ungefär tre och en halv meter lång och kan vrida sin "midja".
I midjan finns ett slags handtag som Canadarm2 kan gripa tag i för att låta Dextre bli en förlängning av sig själv. I "nacken" finns en anordning som fäster Dextre vid ISS när den inte används.
De två armarna har vardera sju motoriserade leder, vilket gör dem lika rörliga som Canadarm2 men med en större noggrannhet. 
Dess "händer" kan gripa tag om nästan vad som helst. Händerna har även svartvit TV-kamera, strålkastare 
och en "navelsträng" som kan överföra ström, data och video till eller från ett föremål den håller.
Runt "magen" finns ett verktygsbälte, färg-tv-kamera, strålkastare och en plattform att lägga föremål på.
Dextre kan manövreras både inifrån ISS och från markkontrollen på jorden.
Typisk uppgift är till exempel att byta batterier.

### Aprilskämt
I ett aprilskämt år 2008 stod det på en av NASAs webbsidor att Dextre överraskande hade bett medlemmarna på Expedition 16 att få bli kallad Dextre den Storslagne, samtidigt som den hade viftat hotfullt med ett verktyg. Den hade samtidigt lovat en fantastisk framtid där människor hade en betydelsefull roll i det nya robot-samhället.

## Anslutningar
Canadarm2 har "händer" i båda ändar kan därför röra sig likt en mask, och på så vis förflyttas runt rymdstationen. Om den "ena handen" håller något föremål som skall lyftas så kan den "andra handen" naturligtvis bara flyttas med hjälp av Mobile Servicing System. På utsidan av Harmony finns en kraftförsörjd anslutningplats för Canadarm2.

## Dimensioner och vikt
Canadarm2 är fullt utsträckt 17.6 meter lång och väger ungefär 1.8 ton. 

## Uppskjutning
- Canadarm2 sköts upp och installerades i april 2001 av STS-100.
- Mobile Servicing System i juni 2002 av STS-111.
- Dextre installerades i mars 2008 av STS-123.